# Hayley McLean
Hayley McLean (ur. 9 września 1994) – brytyjska lekkoatletka specjalizująca się w biegu na 400 metrów przez płotki.
Szósta zawodniczka mistrzostw świata juniorów młodszych (2011). W 2013 w Rieti została mistrzynią Europy juniorów.
Rekord życiowy: 55,48 (28 maja 2022, Oordegem).

## Osiągnięcia
| Rok  | Impreza                               | Miejsce   | Lokata     | Wynik |
| ---- | ------------------------------------- | --------- | ---------- | ----- |
| 2011 | Mistrzostwa świata juniorów młodszych | Lille     | 6. miejsce | 58,94 |
| 2013 | Mistrzostwa Europy juniorów           | Rieti     | 1. miejsce | 57,26 |
| 2014 | Igrzyska Wspólnoty Narodów            | Glasgow   | eliminacje | DQ    |
| 2022 | Mistrzostwa Europy                    | Monachium | półfinał   | 56,20 |